# Episodi di Ai confini dell'Arizona (terza stagione)
La terza stagione della serie televisiva Ai confini dell'Arizona è andata in onda negli Stati Uniti dal 19 settembre 1969 al 5 maggio 1970 sulla NBC.
| nº | Titolo originale               | Titolo italiano                        | Prima TV USA      | Prima TV Italia |
| -- | ------------------------------ | -------------------------------------- | ----------------- | --------------- |
| 1  | Time of Your Life              | È ora di vivere                        | 19 settembre 1969 |                 |
| 2  | A Time to Laugh, a Time to Cry | Una volta si ride e un'altra si piange | 26 settembre 1969 |                 |
| 3  | The Brothers Cannon            | Il fratello maggiore                   | 3 ottobre 1969    |                 |
| 4  | A Piece of Land                | Un affare vantaggioso                  | 10 ottobre 1969   |                 |
| 5  | Bad Day for Bad Men            | Le tracce portano ad High Chaparral    | 17 ottobre 1969   |                 |
| 6  | To Stand for Something More    | Contare qualcosa                       | 24 ottobre 1969   |                 |
| 7  | Trail to Nevermore             | La città fantasma                      | 31 ottobre 1969   |                 |
| 8  | Apache Trust                   | Parola di apache                       | 7 novembre 1969   |                 |
| 9  | Lady Fair                      | Dolce Charlie                          | 14 novembre 1969  |                 |
| 10 | The Lost Ones                  | L'ultima speranza                      | 21 novembre 1969  |                 |
| 11 | The Legacy                     | L'eredità                              | 28 novembre 1969  |                 |
| 12 | Alliance                       | Il cacciatore di taglie                | 12 dicembre 1969  |                 |
| 13 | The Little Thieves             | Piccole ladre                          | 26 dicembre 1969  |                 |
| 14 | The Long Shadow                | Il vendicatore                         | 2 gennaio 1970    |                 |
| 15 | The Journal of Death           | Il diario di morte                     | 9 gennaio 1970    |                 |
| 16 | Friends and Partners           | Casa dolce casa                        | 16 gennaio 1970   |                 |
| 17 | Jelks                          | Il tradimento di Jelks                 | 23 gennaio 1970   |                 |
| 18 | The Guns of Johnny Rondo       | L'uomo che non voleva più sparare      | 6 febbraio 1970   |                 |
| 19 | Mi Casa, Su Casa               | Mi casa su casa                        | 20 febbraio 1970  |                 |
| 20 | The Lieutenant                 | Il tenente                             | 27 febbraio 1970  |                 |
| 21 | The Reluctant Deputy           | Il vice sceriffo                       | 6 marzo 1970      |                 |
| 22 | New Hostess in Town            | Una nuova cameriera in città           | 20 marzo 1970     |                 |
| 23 | Too Many Chiefs                | Troppi capi                            | 27 marzo 1970     |                 |
| 24 | Auld Lang Syne                 | I bei tempi andati                     | 10 aprile 1970    |                 |
| 25 | Generation                     | L'artista                              | 17 aprile 1970    |                 |
| 26 | No Trouble at All              | Il calesse di Victoria                 | 5 maggio 1970     |                 |

## È ora di vivere
- Titolo originale: Time of Your Life
- Diretto da: Leon Benson
- Scritto da: William F. Leicester

### Trama
- Guest star: Ted Gehring (Jed Fox), Duane Grey (Matt), David Mark Farrow (Frank), Lani O'Grady (Penny), Gene Shane (Fletch), James Mitchum (Johnny Keogh)

## Una volta si ride e un'altra si piange
- Titolo originale: A Time to Laugh, a Time to Cry
- Diretto da: Leon Benson
- Scritto da: Jon Bennett Reed

### Trama
- Guest star: Donna Baccala (Mercedes Vega de Granada), Argentina Brunetti (Duena), Victor Campos (Teniente), Julio Medina (Sanchez)

## Il fratello maggiore
- Titolo originale: The Brothers Cannon
- Diretto da: Leon Benson
- Scritto da: Raphael Hayes

### Trama
- Guest star: Lou Frizzell (Jeff Patterson)

## Un affare vantaggioso
- Titolo originale: A Piece of Land
- Diretto da: Leon Benson
- Scritto da: Jack B. Sowards

### Trama
- Guest star: John Zaremba (Price), Lou Frizzell (Jeff Patterson), Miguel Ángel Landa (Miguel)

## Le tracce portano ad High Chaparral
- Titolo originale: Bad Day for Bad Men
- Diretto da: Robert L. Friend
- Soggetto di: Michael Fessier

### Trama
- Guest star: Malachi Throne (Matar), Saadoun Bayati (guardia), Mark Tapscott (Hanniman), Marianna Hill (Juanita), Robert Yuro (Kyle)

## Contare qualcosa
- Titolo originale: To Stand for Something More
- Diretto da: James B. Clark
- Scritto da: Milton S. Gelman

### Trama
- Guest star: Don Diamond (Miguel), Troy Melton (Upjohn), Gino Conforti (Raul), Mike De Anda (guardia), Boyd 'Red' Morgan (Clarence), Rico Cattani (Felipe)

## La città fantasma
- Titolo originale: Trail to Nevermore
- Diretto da: Virgil Vogel
- Scritto da: Walter Black

### Trama
- Guest star: Rayford Barnes (Lippert), Fabian Dean (Moore), Milton Selzer (Sody Marcum), Bo Svenson (Bennett)

## Parola di apache
- Titolo originale: Apache Trust
- Diretto da: Herschel Daugherty
- Scritto da: Robert Warren
- Soggetto di: Jon Bennett Reed

### Trama
- Guest star: Chief Dan George (Chief Morales), Evans Thornton (colonnello Willkampf), Mike Jones (Sancho), Ronald Feinberg ('Grizzly' Griswald), Mark Jenkins (tenente Mulvaney)

## Dolce Charlie
- Titolo originale: Lady Fair
- Diretto da: Gerry Day
- Scritto da: Don Richardson

### Trama
- Guest star: Joanna Moore (Charlene 'Charly' Converse), Joseph Ruskin (Ainsworth Pardee), Dub Taylor (Fargo Smith)

## L'ultima speranza
- Titolo originale: The Lost Ones
- Diretto da: Phil Rawlins
- Soggetto di: Thomas Thompson

### Trama
- Guest star: Christopher Dark (Ramadan), Richard Lapp (Nemo)

## L'eredità
- Titolo originale: The Legacy
- Diretto da: Don Richardson
- Scritto da: Milton S. Gelman

### Trama
- Guest star: Pamela Dunlap (Patricia 'Trece' Burnett), John Dehner (Gar Burnett), Dan White (sceriffo Duffy)

## Il cacciatore di taglie
- Titolo originale: Alliance
- Diretto da: Phil Rawlins
- Scritto da: Don Balluck

### Trama
- Guest star: Kim Kahana (Keono), Tyler McVey (colonnello Shelton), X Brands (Tularosa), Jay D. Jones (tenente Cooper), Robert Viharo (Johnny Ringo), Donald Buka (maggiore Ramsey)

## Piccole ladre
- Titolo originale: The Little Thieves
- Diretto da: Phil Rawlins
- Scritto da: D.C. Fontana

### Trama
- Guest star: Don Melvoin (Hendricks), Heather Menzies (Elizabeth Roberts), Dick Haynes (sceriffo Towers), John McKee (Wilson), Bill Vint (Cleve Parker), Alan Vint (Tim Parker), William Sylvester (Lafe Croswell), Jo Ann Harris (Annie Croswell)

## Il vendicatore
- Titolo originale: The Long Shadow
- Diretto da: Phil Rawlins
- Scritto da: Walter Black

### Trama
- Guest star: Steve Raines (Bayliss), Dan Scott (Rollins), Richard Farnsworth (Lloyd), Dan Kemp (Rhode), William Vaughn (Matheny), Paul Sorenson (Beckert), Gregory Sierra (Arrigo), Dick Anders (Deacon)

## Il diario di morte
- Titolo originale: The Journal of Death
- Diretto da: Leon Benson
- Scritto da: Frank Chase, Ramona Chase

### Trama
- Guest star: John Colicos (Mathew Kendall), Morgan Woodward (U.S. Marshal Ted Garnett)

## Casa dolce casa
- Titolo originale: Friends and Partners
- Diretto da: Leon Benson
- Scritto da: Jack B. Sowards

### Trama
- Guest star: Miguel Ángel Landa (Miguel), Charles Dierkop (Slim), Howard Caine (Sanchez)

## Il tradimento di Jelks
- Titolo originale: Jelks
- Diretto da: Don Richardson
- Scritto da: Walter Black

### Trama
- Guest star: Mitchell Ryan (Jelks), Don Melvoin (Hendricks), Henry Wills (Murph)

## L'uomo che non voleva più sparare
- Titolo originale: The Guns of Johnny Rondo
- Diretto da: Phil Rawlins
- Scritto da: Gerry Day

### Trama
- Guest star: Mel Gallagher (Jason Tate), Roy Jenson (Jedediah 'Jed' Tate), Kurt Russell (Dan Rondo), Patrick Sullivan Burke (barista), James Nolan (McKendrick), Wayne Storm (Joshua Tate), Harvey Parry (Amos), Steve Forrest (Johnny Rondo)

## Mi casa su casa
- Titolo originale: Mi Casa, Su Casa
- Diretto da: Don Richardson
- Scritto da: Tim Kelly

### Trama
- Guest star: Lew Palter (Jorge), Michael Keep (Chiopana), Pedro Gonzales Gonzales (Pepe), William Bagdad (Juan)

## Il tenente
- Titolo originale: The Lieutenant
- Diretto da: William Wiard
- Scritto da: Irve Tunick

### Trama
- Guest star: Stuart Randall (generale Morris), Garry Walberg (sergente Wilson), Donald Moffat (Henry Simmons), Robert Pine (tenente Jason Adams), Sandy Rosenthal (capitano Shanks), Renne Jarrett (Martha Simmons)

## Il vice sceriffo
- Titolo originale: The Reluctant Deputy
- Diretto da: Leon Benson
- Scritto da: Walter Black

### Trama
- Guest star: Dan White (sceriffo Prentiss), Robert Donner (Sam Pelletier), Foster Brooks (ubriaco), Charles Durning (Hewitt)

## Una nuova cameriera in città
- Titolo originale: New Hostess in Town
- Diretto da: Virgil Vogel
- Scritto da: Walter Black

### Trama
- Guest star: Todd Martin (Gideon), Natividad Vacio (maggiore Domo), Jim Davis (Robbins), Paul Fierro (Domingo), Mills Watson (Greer), Ed Bakey (Bates)

## Troppi capi
- Titolo originale: Too Many Chiefs
- Diretto da: Virgil Vogel
- Scritto da: Don Balluck

### Trama
- Guest star: Sherry Miles (Margaret Louise), Howard Morton (proprietario), Michael Keep (Chiopana), Monte Landis (Tailor), Sandy Rosenthal (Doc Plant), Richard Peel (conducente), Noah Beery Jr. (Hannibal Clay)

## I bei tempi andati
- Titolo originale: Auld Lang Syne
- Diretto da: Herschel Daugherty
- Scritto da: Walter Black

### Trama
- Guest star: Tony Epper (Hanley), Jonathan Lippe (Harry Lark), Gregory Walcott (capitano Winslow)

## L'artista
- Titolo originale: Generation
- Diretto da: James B. Clark
- Soggetto di: Don Balluck

### Trama
- Guest star: Aspa Nakapoulou (Angelina)

## Il calesse di Victoria
- Titolo originale: No Trouble at All
- Diretto da: Phil Rawlins
- Scritto da: Jack B. Sowards

### Trama
- Guest star: William Watson (Brady), Tony Russel (Ricardo), Ivan Naranjo (Apache), Vince St. Cyr (Apache), Felice Orlandi (Felipe)